# Polycyrtus prominens
Polycyrtus prominens là một loài tò vò trong họ Ichneumonidae.